# Luis Olivera (calciatore)
Luis Olivera (Villa de Mayo, 24 ottobre 1998) è un calciatore argentino, difensore del Gimnasia (S) in prestito dal Def. Unidos.

## Carriera

### Club
Ha esordito nella massima serie argentina con il River Plate nella stagione 2015.

### Nazionale
Nel 2015 ha giocato 8 partite nel campionato sudamericano Under-17, nel quale l'Argentina è stata finalista perdente; nello stesso anno ha poi partecipato ai Mondiali Under-17, chiusi con un'altra finale persa: in questa manifestazione ha giocato altre 2 partite, senza mai segnare.

## Palmarès

### Club

#### Competizioni nazionali
- Copa Argentina: 1

River Plate: 2015-2016

#### Competizioni internazionali
- Recopa Sudamericana: 1

River Plate: 2016